# HUSST
Das offene Schnittstellenformat HUSST (kurz für Herstellerunabhängige Standardschnittstelle) ist ein De-facto-Standard im Ticketing des Öffentlichen Nahverkehrs. Das Format wurde von mehreren Hardware- und Softwareherstellern entwickelt und im Rahmen von TelematicsPRO e.V. und ITS Germany e.V. weiterentwickelt.
Das Format ist kompatibel mit dem eTicket Deutschland und ermöglicht  einen flexiblen, herstellerunabhängigen Aufbau von ÖPV-Vertriebssystemen. Die Tarifdaten fließen vom Hintergrundsystem in die Verkaufsgeräte und umgekehrt finden die Erlösdaten ihren Weg in das Hintergrundsystem – auch wenn die am Datenaustausch beteiligten Geräte oder Programme von verschiedenen Herstellern stammen.
HUSST basiert auf dem XML-Format.